# کریستوف اینرهاوفر
کریستوف اینرهاوفر (انگلیسی: Christof Innerhofer؛ زادهٔ ۱۷ دسامبر ۱۹۸۴) اسکی‌باز آلپاین اهل ایتالیا است.